# Hasan al-Turabi
Hasan Abdalá al Turabi (Kasala, 1 de febrero de 1932-Jartum, 5 de marzo de 2016) fue un líder religioso, político e ideólogo sudanés considerado como una de las figuras más notables en Sudán y el mundo islámico. Lideró el Partido del Congreso Popular de Sudán, un partido opositor.
Estudió derecho en Jartum y se doctoró en La Sorbona de París lo que le permitió perfeccionar el francés, lengua extranjera que dominaba además del inglés y el alemán. En 1991 lideró la celebración del primer Congreso Popular Árabo-Islámico en el que participaron 300 sudaneses y 200 delegados de 45 países entre los que se encontraban líderes musulmanes, representantes de partidos islamistas y miembros de grupos considerados terroristas por organismos internacionales. En la década de los 90 Turabi fue acusado de acoger a Al Qaeda en Sudán. Turabi defendía la creación de un movimiento pan-islamista sin fronteras en la línea de pensamiento de los Hermanos Musulmanes organización a la que se unió, llegando a ser uno de sus líderes en Sudán en 1969. Tuvo un importante papel en la sharia en el norte de su país.

## Biografía

### Origen familiar
Hasan al-Turabi nació en Kasala en el seno de la tribu árabe sudanesa Bedayriya perteneciente a un linaje de notables musulmanes, entre los que destaca el sheij sufí qadirí Wad al-Turabi, que en el siglo XVII proclamó ser el Mahdi en su peregrinaje a La Meca. Turabi era el menor de 18 hermanos de una familia polígama encabezada por un cadí que, muriendo la madre poco después de dar a luz, se hizo cargo de su educación, de corte islámico tradicional.

### Formación
Entre 1951 y 1955, se licenció en Derecho en el Gordon Memorial College de Jartum y realizó su doctorado en la Sorbona entre 1959 y 1964 tras cursar una maestría en el University College de Londres.

## Trayectoria política

### Hasta 1977: Turabi activista
Ya desde su adolescencia en los 40, Turabi se implicó en protestas contra el colonialismo británico y pronto su arraigo en la tradición islámica contrastó con el predominio de la orientación comunista de la oposición de la época. Turabi estudió los movimientos de renovación política moderna del islam y durante su época de estudiante se implicó en los movimientos islamistas en Europa. 
El regreso de Turabi a Sudán en 1964 coincidió con la Revolución de Octubre, mientras el país seguía sumido en la guerra civil. Es el año en el que asumió la secretaría general del Frente del Acuerdo Islámico, rama sudanesa de los Hermanos Musulmanes que integraba grupos sufíes como los Ansar y la tariqa Jatmiya y que, pese a su fracaso electoral, logró consolidarse en pocos años como amplia e influyente organización política centrada en la promoción de la instauración de una constitución islámica, mientras que la posición académica y la capacidad dialéctica de Turabi, así como su condena del régimen militar, lo convertían en la personalidad más prominente del islamismo sudanés. Las actividades de al-Turabi con el Frente por la Carta Islámica continuaron hasta el golpe de estado de Yaafar al-Numeiry en 1969, que acabaron con la detención de sus miembros. Turabi pasó seis años bajo custodia y tres exiliado en Libia. 

### Colaboración con Numeiry
En 1977, un proceso de «reconciliación nacional» entre el gobierno nasserista de al-Numeiry y las fuerzas islamistas permitió el regreso de al-Turabi y su reintegración en el aparato de estado. Formó parte del comité central de la Unión Socialista Sudanesa, dedicado al diseño de planes para islamizar la legislación con medidas de reforma de las instituciones educativas, judiciales y económicas de Sudán. Según Gilles Kepel, Turabi y su gente empezaron entonces a desempeñar un papel de primer orden, infiltrándose en los puestos más altos del gobierno, donde los hacía imprescindibles su educación, adquirida con frecuencia en Occidente. En 1979, al-Turabi era ministro de Justicia.

#### Leyes de septiembre
Paradójicamente, al-Turabi no estuvo directamente implicado en el diseño de las leyes de inspiración islámica decretadas por la administración de Numeiry en septiembre de 1983, confiadas a juristas jóvenes e inexpertos, que incluían la disolución del parlamento y la introducción de castigos corporales, lo que desencadenó una reacción popular y la Segunda Guerra Civil Sudanesa entre cristianos del sur y musulmanes del norte del país. 
El prestigio de al-Turabi se vio ensombrecido por su colaboración con un régimen cada vez más autocrático e impopular, y en una legislación que contrastaba con su postura previa de no implementar la sharia sin haber antes logrado establecer un estado islámico caracterizado por la justicia social. El propio Numeiry quiso desviar el descontento por las hambrunas y las revueltas hacia los islamistas y encarceló a al-Turabi en 1985. Tras el golpe de estado que derrocó a al-Numeiry en 1985, al-Turabi fue liberado pero, pese a que en las elecciones de 1986 el Frente Islámico Nacional constituido por Hermanos Musulmanes y sufíes obtuvo un considerable 17 % de sufragios (gracias en buena parte a la imposibilidad de llevar a cabo las votaciones en el sur por la inseguridad), todos los partidos políticos se unieron en una votación contra al-Turabi e impidieron así que éste participara en el gobierno.

### Colaboración con al-Bashir
En 1989 se hizo con el poder mediante un nuevo golpe de estado el teniente general Omar al-Bashir, influido por el Frente Islámico Nacional de al-Turabi, al que encomendó el desarrollo de un programa de reforma social y política islamista. Al-Turabi ocupó los cargos de ministro de Educación, fiscal general  y viceprimer ministro en un gobierno de nuevo cada vez más represivo ante la necesidad de afirmar su autoridad y mantener el orden en un contexto de miseria y guerra civil.
Al Turabi dirigió el Frente Islámico Nacional (FIN), movimiento político con influencia considerable en Sudán pero escaso éxito electoral. En 1979 fue nombrado ministro de Justicia. En junio de 1989, un golpe de estado de la Revolución de Salvación Nacional, simpatizante de al Turabi, lo alzó a él y al FIN al poder.
En marzo de 1996 resultó elegido como parlamentario en la Asamblea Nacional, cuya presidencia ejerció al tiempo que declinaban su influencia y la de la facción internacionalista e ideológica de su partido a favor de dirigentes más pragmáticos a causa de las sanciones impuestas por la ONU a Sudán en razón de la asistencia prestada a un atentado fallido contra la vida del presidente egipcio Hosni Mubarak.
En marzo de 2004, al Turabi fue encarcelado en el presidio de Kobar de Jartum por orden de su antiguo aliado, el presidente Omar al Bashir. Lo liberaron el  28 de junio de 2005. Desde entonces fue encarcelado en numerosas ocasiones, siendo la más reciente el 17 de enero de 2011, a raíz de las convulsiones experimentadas por el Mundo árabe.

## Terrorismo
El informe de la Comisión Nacional sobre los ataques terroristas contra Estados Unidos menciona a Turabi como uno de los principales apoyos de Al Qaeda y de Osama bin Laden en África.